# زهو تشي
زهو تشي (بالصينية: 周琦) مواليد 16 يناير 1996 في خنان، الصين، هو لاعب كرة سلة صيني. بدأ مسيرته الاحترافية في سنة 2014. تم اختياره من قبل فريق هيوستن روكتس خلال الدرافت. يلعب مع سنجان فلاينج تايجرز في الرابطة الصينية لكرة السلة كلاعب وسط. يحمل الرقم 9. يبلغ طوله 7 قدم 2 بوصة (2.2 م). مثّل منتخب بلاده. شارك في دورة الألعاب الأولمبية الصيفية سنة 2016.

## روابط خارجية
- زهو تشي على موقع الاتحاد الدولي لكرة السلة (الإنجليزية)
- زهو تشي على موقع إن بي أي (الإنجليزية)
- زهو تشي على موقع سبورتس رفرنس (الإنجليزية)
- زهو تشي على موقع كرة السلة الأوروبية.كوم (الإنجليزية)
- زهو تشي على موقع DraftExpress.com (الإنجليزية)
- زهو تشي على موقع إي إس بي إن.كوم (الإنجليزية)
- زهو تشي على موقع ريلجم (الإنجليزية)
- زهو تشي على موقع بروبوليرز (الإنجليزية)
- زهو تشي على موقع سبورتس رفرنس (الإنجليزية)
- زهو تشي على موقع سبورتس رفرنس (الإنجليزية)